# 液化壊死

膿瘍

液化壊死(英: liquiefaction necrosis, liquefactive necrosis)とは組織や細胞の壊死において、壊死領域がタンパク質分解酵素の作用によって融解し液状化した状態。融解壊死とも呼ばれる。中枢神経系での液化壊死は軟化と呼ばれる。好中球は壊死組織を分解して自身も死滅する。その際に壊死領域に好中球が多量に浸潤した場合、好中球の死骸と液化壊死した組織が混合したものは膿と呼ばれる。